# Richard Metzdorff
Richard Metzdorff (Danzig avui Gdańsk, Polònia, 28 de juny de 1844 - 15 de juny de 1919) fou un compositor i director d'orquestra alemany del Romanticisme.
Estudià en el Conservatori de Berlín i fou director d'orquestra a Düsseldorf, Berlín, Nuremberg i Hannover, on fixà la seva residència com a director d'un establiment per a l'ensenyança del piano.
És autor de diverses simfonies i altres composicions per a orquestra, quintets, sonates per a piano, lieders, etc., havent donat a més al teatre les òperes Rosamunde (Weimar, 1875), i Hagbarth und Signe (Brunsvic, 1896).